# Staringkoepel
De Staringkoepel (ook: Staringskoepel) is een in de 19e eeuw gebouwde theekoepel aan de oever van de Berkel tussen Almen en Lochem.

## Geschiedenis
De Staringkoepel werd halverwege de 19e eeuw gebouwd in opdracht van Constantia Ernestine Theodora Staring (1819-1893), dochter van de dichter Anthony Christiaan Winand Staring (1767-1840), die in 1844 eigenaresse was geworden van 't Draafsel. Het bouwwerk is gemaakt van de restanten van "Huize 't Draafsel", dat nabij deze plek heeft gestaan. Het bij dit huis behorende bouwhuis bleef gespaard en draagt nog steeds de naam 't Draafsel. Na het overlijden van Constantia werd de koepel door haar broer verkocht aan drie broers Velhorst. Daarna ging het steeds door vererving over totdat in 1929 jhr. mr. Toon Martens van Sevenhoven (1880-1952) het kocht en het toevoegde aan het landgoed de Velhorst. In de loop van de 20e eeuw verpauperde het bouwwerk. De broer en erfgenaam van Martens, jhr. Constant Martens (1880-1972), liet bij testament Velhorst met de koepel na aan de vereniging Natuurmonumenten; zij heeft de koepel, die bereikbaar is via een voetveer over de Berkel, in het begin van de 21e eeuw laten restaureren. De vereniging Natuurmonumenten financierde de kosten van dit project uit het Fonds Tentink Antink.
Op een van de wanden van de koepel is het gedicht "Herdenking" van Staring aangebracht. De kunstenaar Harry Leurink maakte, geïnspireerd door dit gedicht, een tegen het plafond aangebracht kunstwerk.

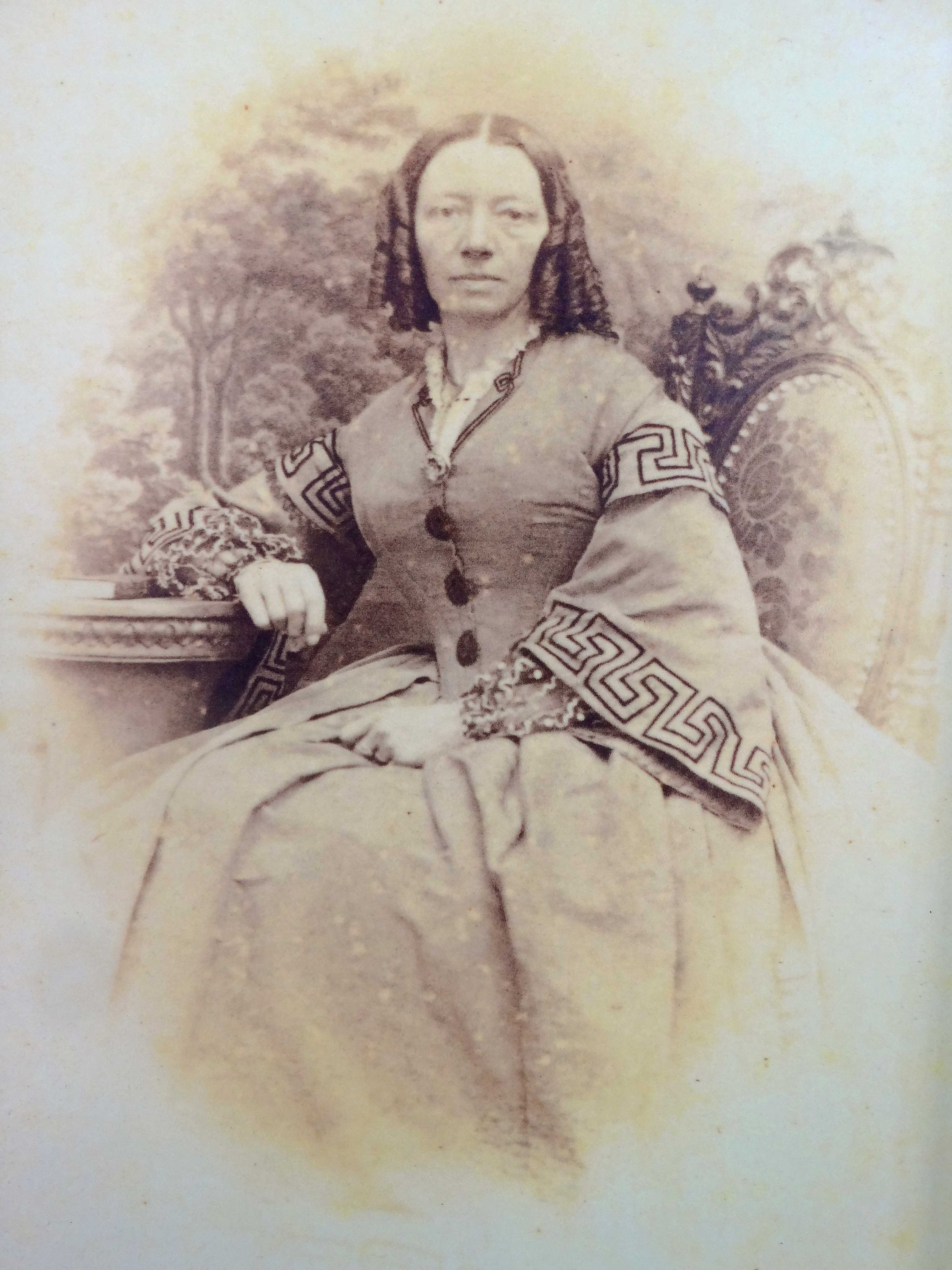
Portret van Constantia Ernestine Theodora Staring (1819-1893)
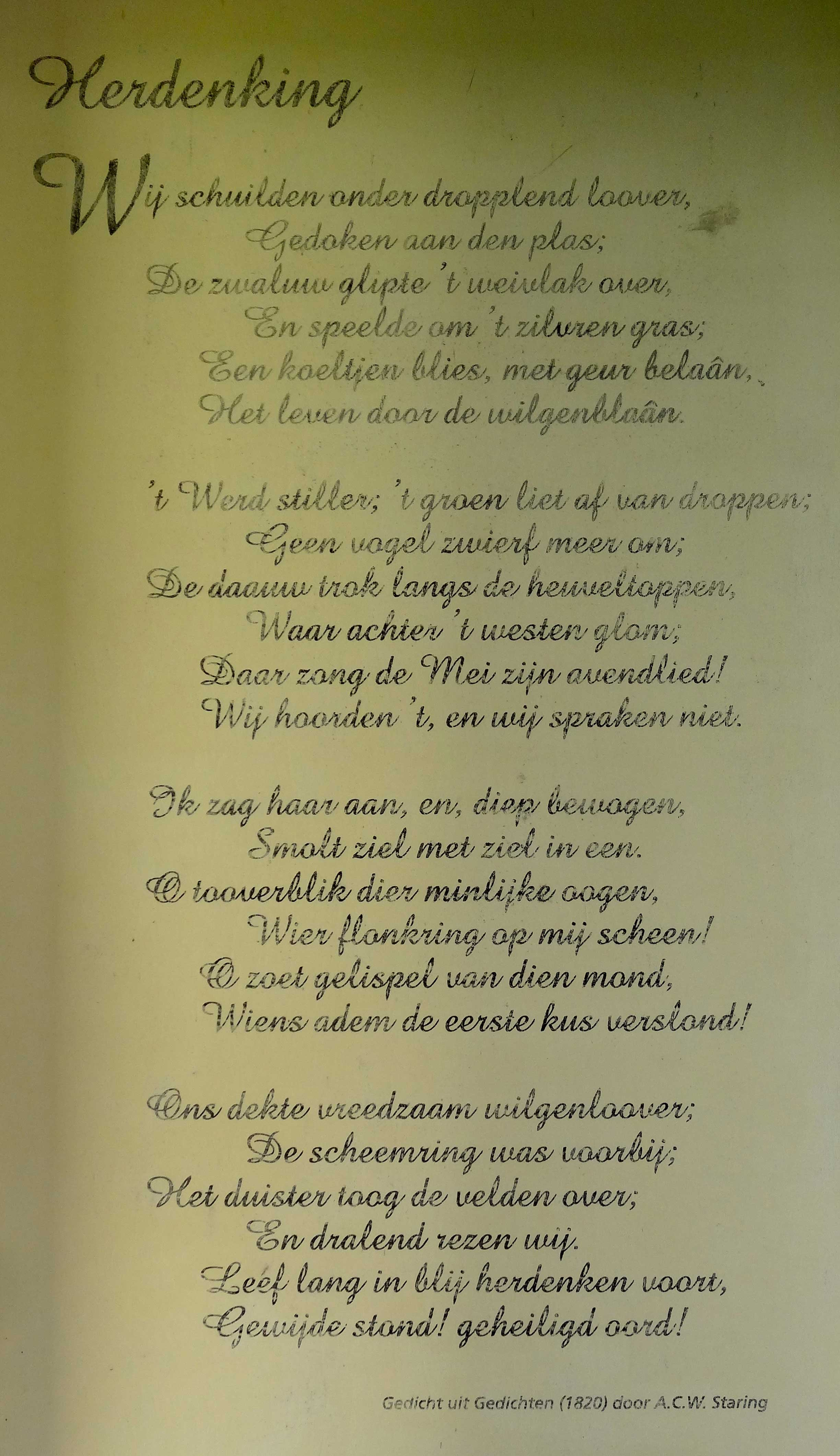
"Herdenking" gedicht van Staring in de Staringkoepel
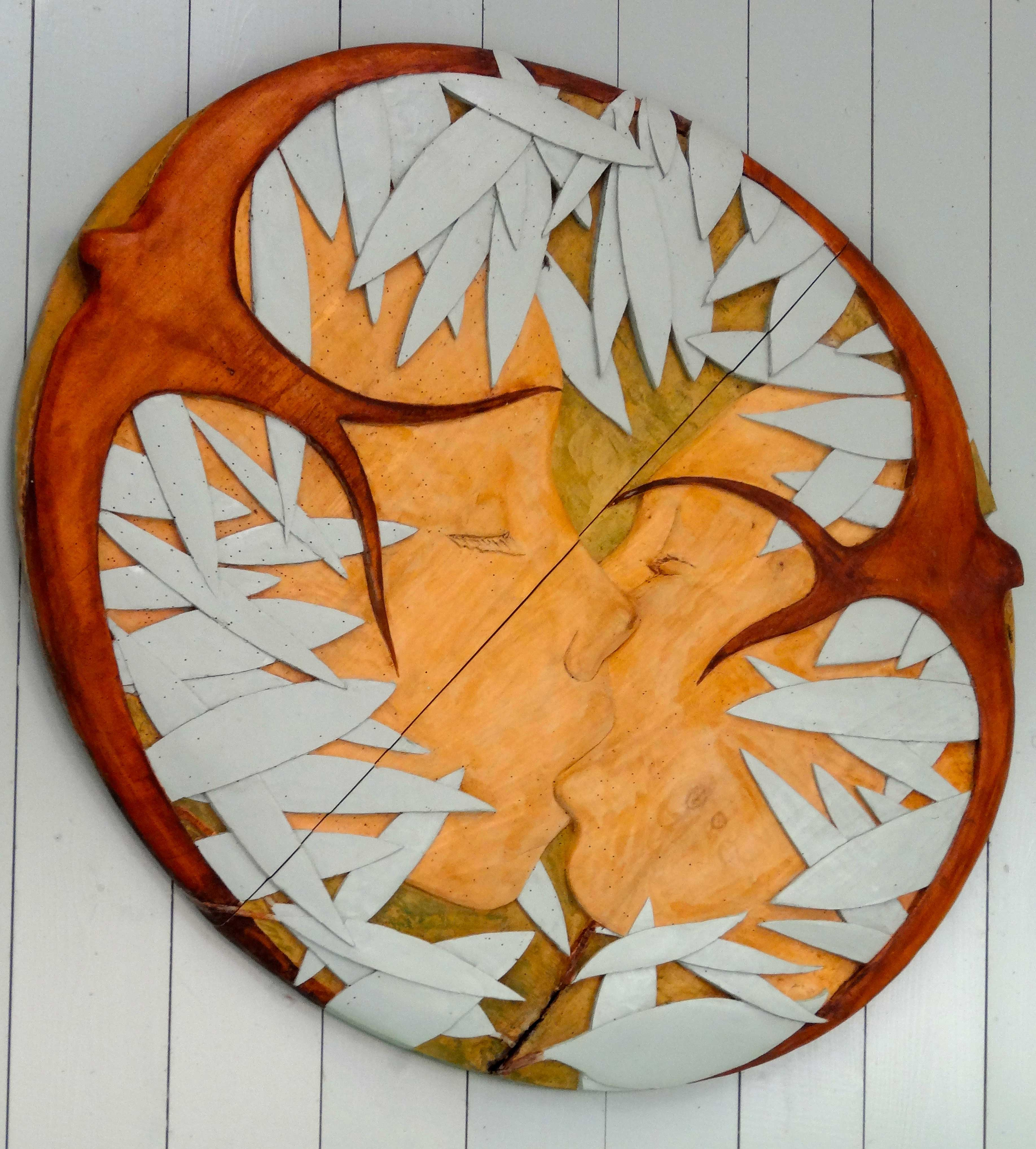
Liefdeskus door Harry Leurink
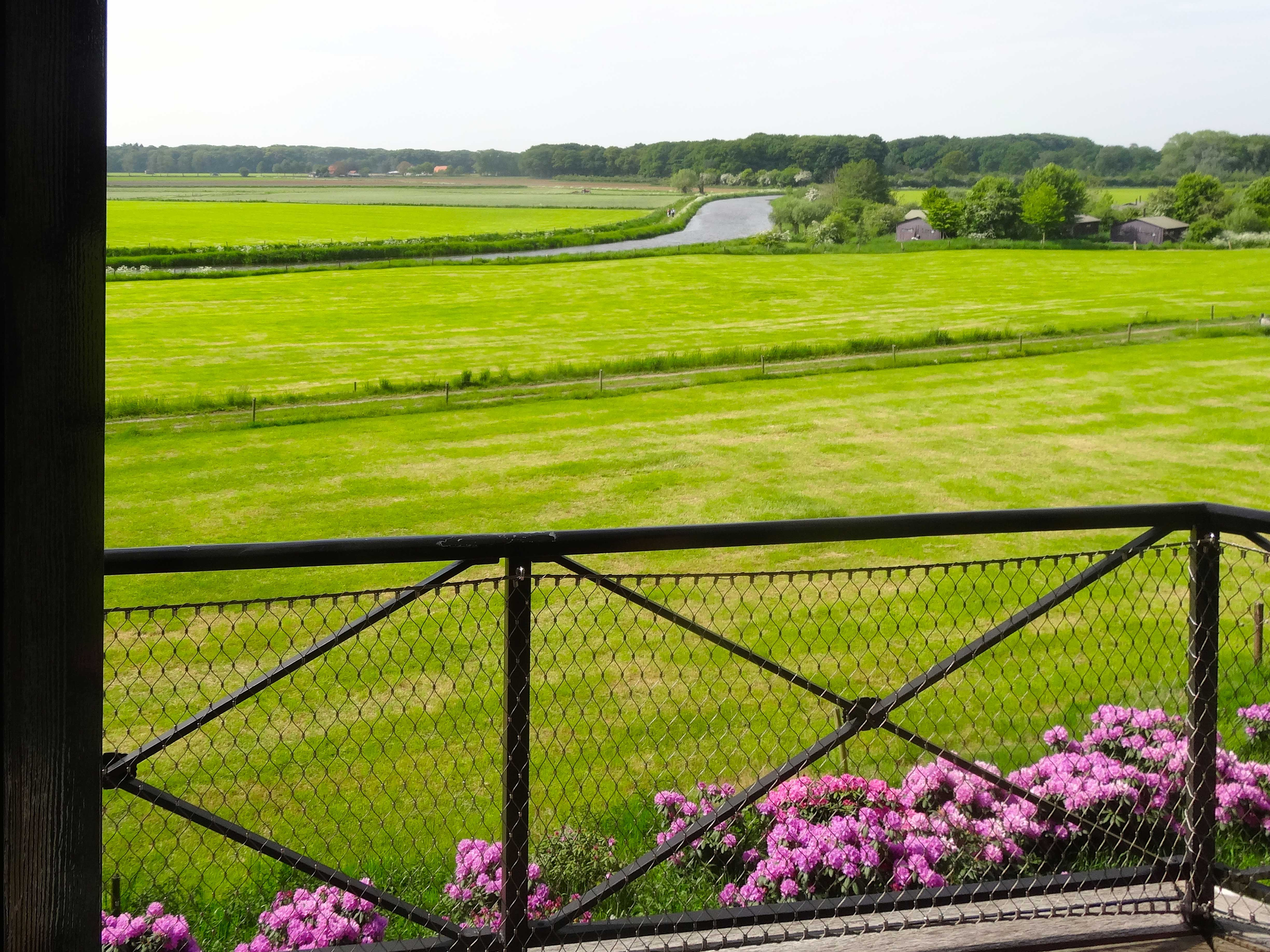
Uitzicht vanuit de Staringkoepel naar de Berkel